# Parasemia sachalinensis
Parasemia sachalinensis är en fjärilsart som beskrevs av Matsumura 1927. Parasemia sachalinensis ingår i släktet Parasemia och familjen björnspinnare. Inga underarter finns listade i Catalogue of Life.